# Волчок (фильм)
«Волчо́к» — российская психологическая драма режиссёра и сценариста Василия Сигарева. Фильм был показан на «Первом канале» в рамках программы «Закрытый показ» 29 октября 2010 года.
Фильм получил четыре приза кинофестиваля «Кинотавр» (в том числе за лучший фильм), приз Кинофестиваля в Цюрихе за лучший фильм и премию «Ника» за лучшую операторскую работу.

## Сюжет
Фильм начинается с того, что некая женщина убегает от милиционеров по снежному полю. Милиционеры догоняют её, и выясняется, что она зарезала женщину, а также, что она беременна. Через полчаса женщина рожает девочку, а затем её сажают в тюрьму на 7 лет.
Проходит 7 лет. Все эти годы девочка воспитывается своей бабкой, и всю свою жизнь она ждёт мать. Узнав о том, что мать возвращается, девочка прибегает домой и прячется под столом. Мать возвращается домой, приведя с собой попутчика с поезда по имени Коля. Заметив девочку, она дарит ей игрушку — волчок. Ночью девочка спит на кровати в ногах у матери и Коли, которые в это время занимаются сексом. Утром мать обкрадывает Колю, пока он спит. Проснувшись, он требует деньги, а мать в ответ на это выгоняет его из дома. Он начинает душить её, но девочка разбивает ему об голову банку с молоком. Мать с бабкой уносят Колю из дома на скорую.
Таким образом мать начинает обкрадывать мужчин. Затем она начинает уходить из дома и не возвращается долгое время. Девочка всё время ждёт мать, а ночью она подставляет лампу к окну и включает и выключает свет, давая знак матери, что она её ждёт. Однажды ночью мать возвращается домой на машине. Девочка просит мать больше не уходить и показывает ей, как она умеет крутить волчок. Мать просит бабку отвлечь девочку, так как она вновь собирается уехать. Бабка обманывает девочку, когда мать уходит, но услышав звук двигателя, девочка выбегает на улицу и бежит в след уезжающей машине. Затем бабка возвращает девочку домой.
Девочка продолжает ждать мать и «сигналить» лампой в окно. Однажды ей надоедает ждать. Когда мать возвращается в следующий раз, она приносит девочке ёжика. Но она, затаив на мать обиду, игнорирует её. Ёжик начинает лазить по комнате девочки, но она, приговаривая: «Не нужен мне ёжик никакой даже», бросает на него подушку и давит. Затем она относит ёжика вместе с подушкой на железную дорогу, где его переезжает поезд. Утром девочку обнаруживают люди и доставляют в отделение милиции, откуда сообщают матери и бабке о нахождении девочки. Приехав в отделение, мать, не обратив внимание на девочку, на повышенном тоне начинает требовать фамилии тех, кто привёл девочку в отделение. Не получив ответа, она резко уходит из отделения, оставив бабку и девочку позади себя. Девочка подбегает к матери, но та бьет её, и девочка теряет сознание. Бабка ругает мать, но мать говорит ей что она «ещё молодая» и «хочет жить», после чего убегает от них. Этим днём бабка повела девочку на карусели. Вечером, когда бабка и девочка вернулись, мать уже была дома. Она спала с лесбиянкой. Проснувшись от звука, лесбиянка одевается и покидает дом; девочка требует у неё, чтобы та больше не возвращалась.

## В ролях
- Полина Плучек — девочка
- Яна Троянова — мать / голос за кадром
- Вероника Лысакова — подросшая девочка
- Марина Гапченко — бабка
- Галина Долганова — сестра матери
- Андрей Дымшаков — дядя Коля
- Елена Ильина — лесбиянка

## Работа над фильмом
Василий Сигарев — театральный драматург, обративший на себя внимание международной общественности в 2002 году после выхода пьесы «Пластилин» на сцене лондонского театра «Ройал-Корт». Он стал первым не говорящим на английском языке драматургом, получившим Evening Standard Theatre Award в номинации «Most Promising Playwright». Всего Сигарев написал 18 пьес. «Волчок» — его режиссёрский дебют в кино.

Я давно хотел снимать кино. Была бы возможность прийти в кино сразу, я бы пришёл сразу. Кино мне ближе, потому что в театре, если честно, почти всегда мне бывает скучно. Фильмов поэтому я смотрю намного больше, чем спектаклей. Вообще первый раз в театр я попал на премьеру собственной пьесы — и как-то сразу разочаровался. Но театр дает уникальный опыт — метафоричное мышление. В театре невозможно просто поставить стол и посадить за него людей разговаривать, нужно придумать форму, рассказать все определенным языком. От этого в фильмах театральных режиссёров Кирилла Серебренникова и Ивана Вырыпаева — «Эйфория», «Изображая жертву», «Юрьев день» — много театральных ходов. Порой даже чересчур много для кино.
Когда я приступал к работе над фильмом «Волчок», я не знал только, в какой последовательности кричать «Мотор! Камера! Начали!», остальное не было для меня неожиданностью. Конечно, я готовился: читал книги о кино, снял короткометражку как режиссёр, оператор и монтажер. По ходу работы над фильмом я тоже учился, менялся, особенно на этапе монтажа. Я стал менее сентиментальным, каким часто бывал в пьесах, стал меньше заигрывать со зрителем. Есть фильмы, которые трогают, умиляют, выжимают из тебя слезу, но ты понимаешь, что все это обычная спекуляция. Надеюсь, нам этого удалось избежать.
Я сознательно не хотел делать чернушный фильм, задача была добиться ощущения воспоминаний о детстве, таких странных обрывков. А детство, какое бы страшное оно ни было, не может быть черно-белым — ты все равно будешь помнить его ярким и красивым. Также чтобы меньше привязываться к быту, у главных героев нет имен, и они почти не говорят, по крайней мере, они не говорят ни о чём значимом. Это жизнь, детство, воспоминание, которого вроде и не было.
Когда мать в конце возвращается, становится понятно, что она не только свою, но и жизнь своей дочери умудрилась утянуть за собой. Вообще, каждый раз, когда я пересматриваю фильм, я нахожу в нём новые смыслы. Рассказывая какую-нибудь историю, я никогда не думаю, о чём она, — пусть каждый зритель сам для себя это решит. Единственное — я надеюсь, что этот фильм даст понимание людям о любви, не любви, плохом и хорошем.
Яна Троянова… да, вот она и рассказала мне все это. Рассказала мне о событиях и ощущениях своего детства и буквально заставила написать этот сценарий. Образно выражаясь, заставила. Она заразила меня этой идеей и очень помогала во всем — во время подготовки она была самым главным человеком. Мы вместе ездили выбирать натуру, вместе отсмотрели пять тысяч девочек. Сначала она была моей актрисой в спектакле «Черное молоко», а потом стала моей женой. Тогда ещё, когда нас выгоняли с этой пьесой из разных театров, она единственная два года бегала со мной с этим спектаклем, пока мы его в итоге не поставили.
— Василий Сигарев

## Награды
- 2009 — Кинотавр[1]
  - Лучший фильм — «Волчок»
  - Лучший сценарий — Василий Сигарев
  - Лучшая женская роль — Яна Троянова
  - Белый слон — «Волчок»
- 2009 — Кинофестиваль Douro Film Harvest (Португалия)
  - Лучший фильм — «Волчок»
- 2009 — Кинофестиваль в Цюрихе[2]
  - Лучший фильм — «Волчок»
- Специальное упоминание FICC (International Federation of Film Societies) на 44-м МКФ в Карловых Варах (2009)
- Приз Международной федерации кинопрессы (ФИПРЕССИ) на 39-м МКФ «Молодость» в Киеве (2009)
- Приз Международной федерации киноклубов (FICC) «Дон Кихот» на 39-м МКФ «Молодость» в Киеве (2009)
- Специальный диплом Экуменического жюри на 39-м МКФ «Молодость» в Киеве (2009)
- Главный приз Kunst Film Biennale (Кёльн, Германия) (2009)
- Лучший дебютный фильм в Онфлёре (Франция) (2009)
- Приз за лучший фильм гильдии кинокритиков и кинопрессы «Белый слон» (2009)
- Приз за лучший дебют гильдии кинокритиков и кинопрессы «Белый слон» (2009)
- Победитель премии «Ника» за 2010 год в номинации «Лучшая операторская работа» (2010)
- Приз имени Александра Абдулова за лучшую женскую роль на Восьмом международном фестивале кинодебютов «Дух Огня-2010» в Ханты-Мансийске (26 февраля — 4 марта 2010 г.) — Полина Плучек.